# Сергіївська сільська рада (Гадяцький район)
Сергіївська сільська рада — колишній орган місцевого самоврядування у Гадяцькому районі Полтавської області з центром у селі Сергіївка.

## Населені пункти
Сільраді були підпорядковані населені пункти:
- c. Сергіївка
- с. Вечірчине
- с. Калинівщина
- с. Лободине
- с. Чернече